# NGC 5603B
NGC 5603B (другие обозначения — UGC 9216, MCG 7-30-7, ZWG 220.10, PGC 51372) — спиральная галактика (Sc) в созвездии Волопас.
Этот объект не входит в число перечисленных в оригинальной редакции «Нового общего каталога» и был добавлен позднее.